# Théâtre Maria Zankovetska
Le théâtre Maria Zankovetska (Ukrainien: Національний академічний український драматичний театр імені Марії Заньковецької, Natsionalnyi akademichnyi ukrayinskyi dramatychnyi teatr imeni Mariyi Zankovetskoyi; Polonais: Teatr Skarbkowski) est situé à Lviv, en Ukraine. Il a été construit en 1842, et à l'angle de la perspective Svobody et de la rue Lessia Oukraïnka. Le bâtiment a été construit au milieu du XIXe siècle et a été utilisé jusqu'à la Première Guerre mondiale comme scène de théâtre et salle de séance du conseil régional.

## Histoire

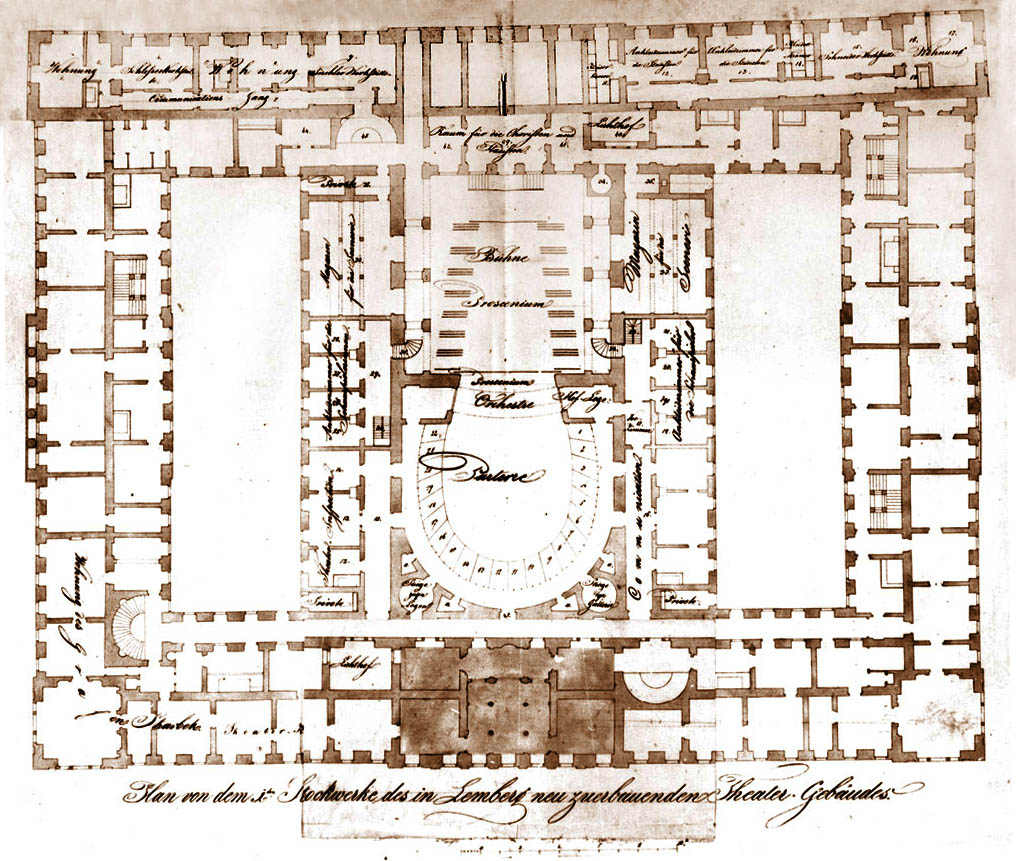
Sur plan.

Il a été construit par les architectes Alois Pichlla et Johann Salzmann  sur la volonté de Stanislas Skarbek (1780-1848) avec l'autorisation de l'Empire autrichien, demandée depuis 1819, pour le construire après la troisième partition de la Pologne. La construction du théâtre a commencé en 1837 dans la rue Krakowskie Przedmieście.
Le complexe, dans un style d'architecture néo-classique, est construit à l'emplacement des bastions qui entouraient le château inférieur et sa fondation est constituée de 16 000 rondins de chêne. En 1842, il est le troisième plus grand bâtiment d'Europe centrale,. Outre le théâtre lui-même, le complexe comprend également des appartements destinés à des personnalités célèbres telles qu'Artur Grottger et Juliusz Kossak. Pour son ouverture officielle, le 28 mars 1842, une pièce de Franz Grillparzer est présentée en langue allemande das une salle de 1 460 places et le lendemain, la pièce Śluby panieńskie d'Aleksander Fredro est présentée, cette fois en polonais,.
Au cours des premières années, des pièces de théâtre en polonais et en allemand sont représentées, et ce, jusqu'en 1871, date à laquelle toutes les pièces de théâtre allemandes ont été retirées et le théâtre est devenu uniquement en langue polonaise à partir de l'autonomie de la Galicie. En 1872, des opéras furent également présentés, ce qui fait du Théâtre Skarbek la seule scène d'opéra en Galicie.
À la fin du XIXe siècle, le complexe devirnt trop petit et, en 1900, il est agrandi d'un tout nouveau bâtiment, le Grand Théâtre. Le Théâtre Skarbek est transformé en philharmonie, puis en cinéma. Actuellement, il abrite le théâtre dramatique ukrainien de Maria Zankovetska (du nom de l'actrice Maria Zankovetska). Le 18 mai 2008, les célébrations du 50e anniversaire du Théâtre populaire polonais de Lviv ont eu lieu dans le complexe, avec la représentation d'une pièce de Marian Hemar.

## Voir aussi

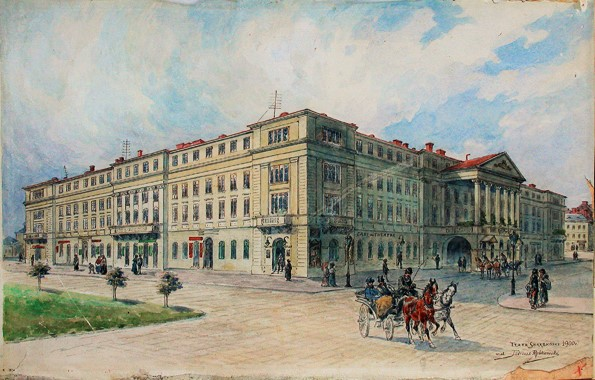
Le théâtre Skarbek en 1900.